# Aorangia poppelwelli
Aorangia poppelwelli là một loài nhện trong họ Amphinectidae. Loài này phân bố ở New Zealand.